# Hypericum coris
Hypericum coris, який також називають жовтим корісом,  вид квіткової рослини родини Hypericaceae і є типовим видом секції  Coridium. Це невисокий чагарник, зустрічається в Швейцарії та на північному заході Італії . Вид є популярною садовою рослиною з 18 століття, цінується за тривалий період цвітіння та за те, наскільки добре він пристосовується до вирощування. 

## Таксономія
Цей вид був вперше описаний Карлом Ліннеєм в 1753 році в його книзі Species Plantarum, том. 2 і пізніше був визначений як типовий вид секції Coridium.  Вид за зовнішнім виглядом схожий на H. asperuloides, але відрізняється характеристиками капсули та насіння. 

## Опис
Вид — низький або карликовий чагарник, який виростає до 10–40 сантиметрів у висоту.
Його стебла тонкі, річні кільця стебла виду набагато менші, ніж у інших видів Hypericum і відзначаються пористістю . Судини розташовані короткими радіальними рядами, мають діаметр від тридцяти до шістдесяти мікрометрів. На відміну від більшості видів роду, судини містять темнозабарвлені речовини. 
Міжвузля 4–35 мм завдовжки. Листя розташовані групами по чотири у верхівках (мутовках),  мають тьмяний сірувато-зелений колір з нижньої сторони і розміри 4–20 × 0,7–2 мм Зазвичай вони є лінійними, як правило, одножилкові. Залози на листковій пластинці бліді, досить щільні і точкові.
Рослина зазвичай має 3–20 квіток, але може мати й  лише одну. Суцвіття завдовжки 15–65 мм і не має додаткових відгалужень. Квіти 13–20 мм в діаметрі. Чашолистки, як правило, рівні, вільні або майже вільні, розміром  приблизно 3 × 1 мм і мають округлу форму. Пелюстки жовті без червоного відтінку. Налічується близько тридцяти тичинок, найдовші  досягають 7–11 мм. 

## Поширення

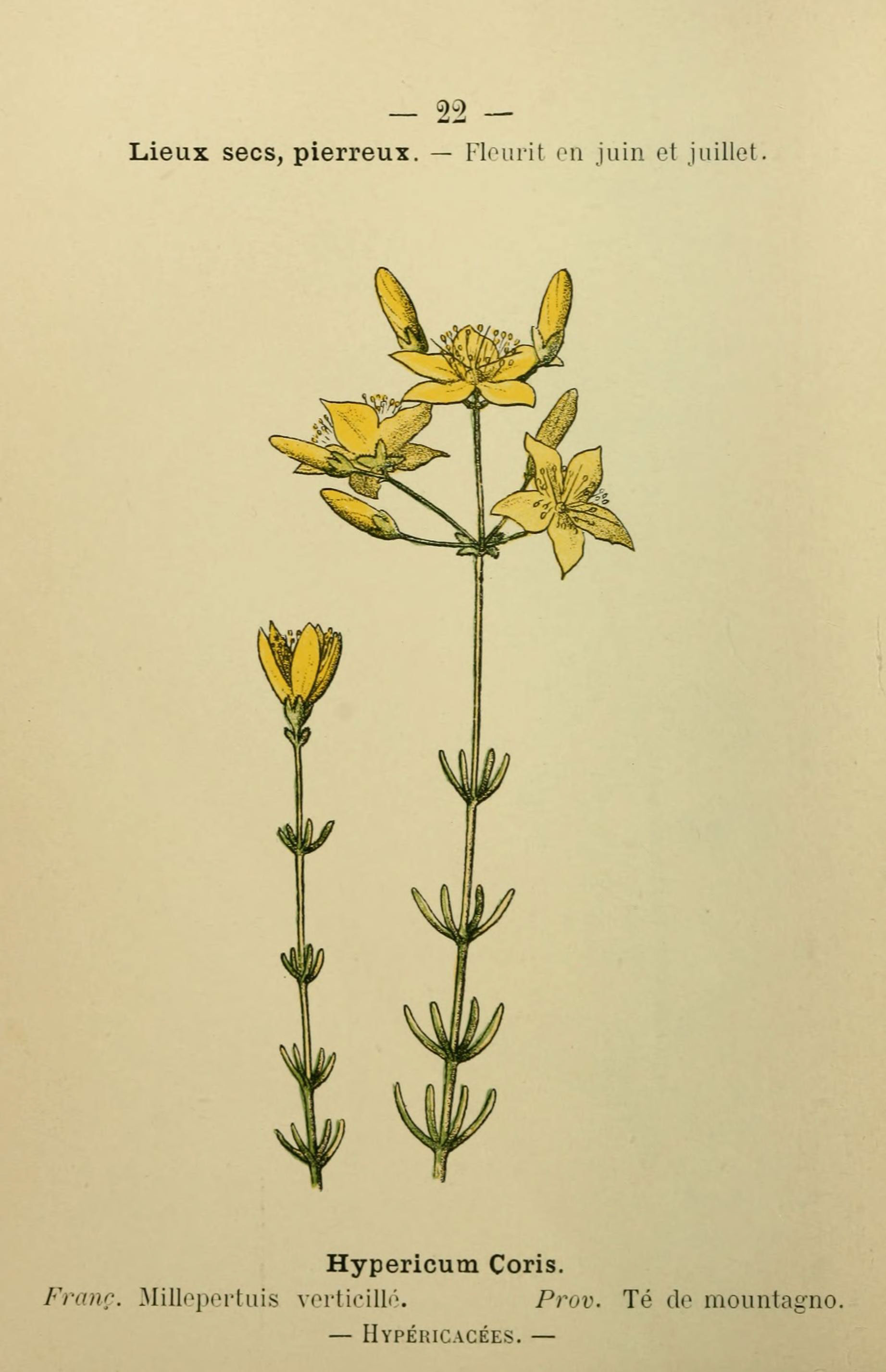
Ботанічна ілюстрація H. coris

Вид, як правило, зустрічається в західному регіоні альпійського гірського масиву. Зокрема, рослини зустрічаються по всій Швейцарії та північно-західній Італії, а також крайньому південно-східному регіоні Франції. Вид зустрічається на сонячних ділянках серед вапнякових порід на висоті від 120 метрів до 2000 метрів над рівнем моря.

## Екологія
Hypericum coris цвіте влітку з червня по липень і для нормального росту потрібне сонце і помірна кількість води. Рослина вирощується як декоративна в деяких альпінаріях.

## Зовнішні посилання
- Вид Plantarum том 2, сторінка 787, посилання на оригінальний опис виду